# Текодонтозавр
Текодонтозавр (лат. Thecodontosaurus — «ящір із зібраними зубами») — рід рослиноїдних базальних завроподоморфних динозаврів, що жили в кінці тріасового періоду (ретський вік).
Названий через зуби, що сидять в дуже відмінних гніздах. Зовні схожий з анхізавром, за винятком довшої шиї та хвоста і деяких інших особливостей. Цей рід відомий за більш ніж сотнею екземплярів — як скелетів, так і окремих кісток, як підлітків, так і дорослих особин довжиною до 2 м і масою 40—70 кг. Це один з перших виявлених динозаврів і один з найдавніших з існуючих. Багато видів було названо в роді, але тільки типовий вид Thecodontosaurus antiquus вважається дійсним сьогодні.
Жив на території нинішньої Південної Англії (пізній тріас — рання юра, 215—195 млн років тому).

## Історія відкриття
Восени 1834 року хірург Генрі Райлі (1797—1848) та куратор Бристольського інституту Семюел Статчбері почали розкопки «останків ящерів» у кар'єрі Дурдем-Даун у Кліфтоні, що нині є частиною Бристоля, який входить до складу геологічного Магнезійського конгломерату. У 1834 і 1835 роках вони коротко звітували про знахідки. Вони надали свій перший опис у 1836 році, давши назву новому роду: текодонтозавр. Назва походить від грец. θήκή — «гніздо» та οδους — «зуб», що вказує на те, що корені зубів не були зрощені з щелепною кісткою, як у сучасних ящірок, а розташовувалися в окремих зубних ямках.
Текодонтозавр був п'ятим названим динозавром, після мегалозавра, ігуанодона, стрептоспондила та гілеозавра, хоча Райлі та Статчбері не знали про це, оскільки сама концепція динозаврів була сформована лише в 1842 році. У 1843 році у своєму каталозі британських скам'янілостей Джон Морріс дав повну назву виду: Thecodontosaurus antiquus. Видова назва «antiquus» у перекладі з латинської означає «стародавній».
Оригінальний голотип текодонтозавра, BCM 1, нижня щелепа, став жертвою важких бомбардувань під час Другої світової війни. Багато решток цього динозавра та інших матеріалів, пов'язаних з ним, було знищено в листопаді 1940 року під час Бристольського бліцу. Однак більшість кісток вдалося врятувати: сьогодні 184 викопні кістки є частиною колекції Бристольського міського музею та художньої галереї. Пізніше, неподалік від Бристоля, в Титерінгтоні, було знайдено ще більше решток. Наразі відомо близько 245 фрагментарних зразків, що представляють численних особин. У 1985 році Пітер Гальтон визначив ще одну нижню щелепу, праву зубну, як неотип, BCM 2.